# Matilde Salvador Segarra
Matilde Salvador Segarra (Castellón de la Plana, Castellón, 23 maart 1918 – Valencia, 5 oktober 2007) was een Spaans componiste, muziekpedagoog en pianiste en ook een schilder.

## Levensloop
Haar vader was de violist José Salvador Ferrer en haar moeder Matilde Segarra Gil. Van Joaquina Segarra kreeg zij de eerste pianoles op 7-jarige leeftijd. Zij studeerde aan het conservatorium van Castellón de la Plana harmonieleer en compositie. Aansluitend ging zij naar Valencia om aan het Conservatorio Superior de Música de Valencia, piano, compositie en de theoretische vakken te studeeren. In 1945 won zij met de Marxa de la Ciutat de Castelló, en prijs van de geboortestad en in 1964 won zij de prijs "Joan Senent".
Zij werkte van 1950 tot 1954 aan het Instituto Iberoamericano in Valencia en was eveneens voor verschillende groepen, onder andere voor de Companyia de Núria Espert als componiste van 1950 tot 1956 werkzaam. Van 1958 tot 1978 was zij professor aan de Universitat de "San Francisco" te Valencia en van 1977 tot 1989 als professor voor solfège en theoretische vakken aan het Conservatorio Superior de Música "Joaquin Rodrigo" te Valencia.
Zij is erelid van de Real Academia de bellas Artes de Valencia en cultureele assesor.

## Composities

### Werken voor orkest
- 1935 Serenata medieval, voor strijkorkest

### Werken voor banda (harmonieorkest)
- 1988 Marxa del Rei Barbut mars uit de opera La filla del Rei Barbut gebaseerd op de openingsfanfare van de "Hymne de Valencia"

### Missen, cantates en geestelijke muziek
- 1966 Missa de Lledó, voor solisten en blaasorkest

### Muziektheater

#### Opera's
| Voltooid in | titel                                                    | aktes   | première                                             | libretto                                                       |
| ----------- | -------------------------------------------------------- | ------- | ---------------------------------------------------- | -------------------------------------------------------------- |
| 1941        | La filla del Rei Barbut                                  | 3 aktes | 1943, Castellón de la Plana, Fiestas de la Magdalena | Josep Pascual i Tirado, gebaseerd op zijn «Tombatossals»       |
| 1948        | Retrato de Navidad                                       |         |                                                      |                                                                |
| 1973        | Vinatea; orkestratie in samenwerking met: Vicent Asencio |         | 19 januari 1974, Barcelona, Gran Teatre del Liceu    | Xavier Casp, naar zijn episode "Crònica de Pere el Cerimoniós" |
| 1979        | Betlem de la Pigà                                        | 2 aktes |                                                      |                                                                |

#### Balletten
| Voltooid in | titel                 | aktes | première | libretto | choreografie |
| ----------- | --------------------- | ----- | -------- | -------- | ------------ |
| 1937        | Romance de la luna    |       |          |          |              |
| 1953        | El segoviano esquivo  |       |          |          |              |
| 1954        | Sortilegio de la luna |       |          |          |              |
| 1956        | Blancanieves          |       |          |          |              |
| 1958        | El ruiseñor y la rosa |       |          |          |              |

#### Muziek voor schouwspel
- 1950 La enamorada del Rey
- 1950 Las mocedades del Cid
  - Romance “por ganar a Calahorra”
  - Romance de las bodas
- 1961 El anzuelo de Fenisa
- 1962 El villano en su rincón
- 1962 Entremeses de Cervantes
- 1962 La viuda valenciana
- 1966 El lago y la corza
- 1972 Auto de los Cantares

### Werken voor koor
- 1983 Les hores, voor koor en orkest
- 1984 Canta a la terra nativa, voor koor en orkest
- 1996 Cinc sardanes vegetals, voor gemengd koor
  1. Oliveres de l'Alguer - tekst: Rafael Caria
  2. La carrasca de Culla - tekst: Miquel Peris i Segarra
  3. El pi de Formentor - tekst: Miquel Costa i Llovera
  4. Xiprers de Sinera - tekst: Salvador Espriu i Castelló
  5. El roure de Serrabona - tekst: Josep Sebastià Pons
- Ave María, voor gemengd koor
- Cançoneta del moro muça, koraal voor gemengd koor
- Nadala del desierto, voor gemengd koor

### Kamermuziek
- Tres cançons valencianes, voor piano en viool (dit werk werd later door Vicente Asencio georkestreerd)

## Publicaties
- Bernardo Adam Ferrero: Músicos Valencianos, Ed. Proip, S.A. 1988. Valencia. ISBN 84-87179-00-2
- verschillende auteurs: Historia de la Música de la Comunidad Valenciana, Editorial Prensa Valenciana, S.A. 1992. ISBN 84-87502-21-0

- Biblioteca Nacional de España: XX1051876
- Bibliothèque nationale de France: cb14812714d (data)
- Catàleg d'autoritats de noms i títols de Catalunya: 981058510684306706
- Gemeinsame Normdatei: 1089767978
- International Standard Name Identifier: 0000 0001 1593 7865
- Library of Congress Control Number: n91095335
- MusicBrainz: 97245402-b1e1-4dca-9827-439d5d0a9a1b
- Nederlandse Thesaurus van Auteursnamen: 107875284
- Réseau des bibliothèques de Suisse occidentale: 02-A026935485
- Système universitaire de documentation: 257116346
- Virtual International Authority File: 10113714
- WorldCat: E39PBJwhB9Y9rHftmjJyHpTCQq